# Antonio Avati
Pour les articles homonymes, voir Avati.
Antonio Avati est un producteur et scénariste italien né le 9 juin 1946 à Bologne. Il est le frère de Pupi Avati.

## Filmographie partielle
en tant que producteur
- 1980 : Baiser macabre (Macabro) de Lamberto Bava
- 1982 : Fuori stagione de Luciano Manuzzi
- 1983 : Zeder de Pupi Avati
- 1986 : Regalo di Natale de Pupi Avati
- 1988 : Sposi de Pupi Avati, Antonio Avati, Cesare Bastelli, Felice Farina et Luciano Manuzzi
- 1996 : Festival de Pupi Avati
- 1996 : L'arcano incantatore de Pupi Avati
- 1997 : Le Témoin du marié de Pupi Avati
- 1999 : La via degli angeli de Pupi Avati
- 2003 : Un cœur ailleurs de Pupi Avati
- 2004 : La rivincita di Natale de Pupi Avati
- 2005 : Ma quando arrivano le ragazze? de Pupi Avati
- 2005 : La seconda notte di nozze de Pupi Avati
- 2007 : La cena per farli conoscere de Pupi Avati
- 2007 : Il nascondiglio de Pupi Avati
- 2008 : Il papà di Giovanna de Pupi Avati
- 2009 : Gli amici del bar Margherita de Pupi Avati
- 2010 : Il figlio più piccolo de Pupi Avati
- 2010 : Una sconfinata giovinezza de Pupi Avati
- 2023 : La quattordicesima domenica del tempo ordinario de Pupi Avati

en tant que scénariste
- 1970 : Thomas e gli indemoniati de Pupi Avati
- 1983 : Una gita scolastica de Pupi Avati
- 1983 : Zeder de Pupi Avati
- 1984 : Une saison italienne de Pupi Avati
- 1985 : Festa di laurea de Pupi Avati
- 1996 : Festival de Pupi Avati
- 1999 : La via degli angeli de Pupi Avati
- 2008 : Il papà di Giovanna de Pupi Avati
- 2019 : Il signor Diavolo de Pupi Avati